# Golvanacanthus blennii
Golvanacanthus blennii är en hakmaskart som beskrevs av Analia C.Paggi och Orecchia 1972. Golvanacanthus blennii ingår i släktet Golvanacanthus och familjen Rhadinorhynchidae. Inga underarter finns listade i Catalogue of Life.